# KNVB Beker 2006/07 (amateurs)
Het seizoen 2006/07 van de KNVB Beker voor amateurs was de 27e editie in deze opzet van deze Nederlandse voetbalcompetitie met als inzet de KNVB Beker voor amateurs en een plek in de Super Cup voor amateurs. In de strijd om deze beker spelen de winnaars van de districtsbekers. Het toernooi werd georganiseerd door de Koninklijke Nederlandse Voetbalbond (KNVB).
De landelijk spelende zaterdag- en zondagclubs in de Hoofdklasse namen in hun eigen district deel aan het toernooi.
De titelhouder was ASWH (Zuid-I) dat dit seizoen in de tweede ronde (voor de 1e ronde waren ze vrijgeloot) door VV Papendrecht (1-2) werd uitgeschakeld. De Amsterdamse club Türkiyemspor (West-I) won de beker door in de finale VV UNA (Zuid-I) uit Zeelst (Veldhoven) met 1-0, na verlenging, te verslaan.
De clubs die de halve finales in de districtsbeker bereikten, plaatsten zich hiermee tevens voor het KNVB Bekertoernooi van het seizoen 2007/08.

## Districtbekers
De KNVB heeft Nederland opgedeeld in zes districten: Noord, Oost, West I, West II, Zuid I en Zuid II.
Opzet
In elk district werd er begonnen in een poule van vier clubs. De winnaar (en in sommige districten ook de nummer twee) gingen door naar de knock-outfase. Daarna werden in sommige districten tussenrondes gespeeld om het aantal clubs terug te brengen naar een aantal om knock-outrondes te spelen (bijvoorbeeld 64 of 128). In andere districten werden enkele clubs vrijgeloot en gingen zo rechtstreeks door naar de volgende ronde.
De zes districtsbekerkampioenen streden in de landelijke eindfase om de KNVB Beker voor amateurs. Vier clubs streden in de kwartfinale om twee plaatsen in de halve finale, twee clubs kregen direct toegang tot de halve finale, waarin zij een uitwedstrijd speelden.
| Datum             | Thuisclub       | Uitslag     | Uitclub         |
| Kwartfinale       | Kwartfinale     | Kwartfinale | Kwartfinale     |
| ----------------- | --------------- | ----------- | --------------- |
| 27 maart          | Be Quick 1887-2 | 1-4         | Flevo Boys      |
| 28 maart          | Be Quick 1887   | 4-0         | ONS Sneek       |
| 28 maart          | Harkemase Boys  | 7-1         | ONT             |
| 28 maart          | Sneek Wit Zwart | 4-0         | VV Nieuw Buinen |
| Halve finale      |                 |             |                 |
| 02 mei            | Flevo Boys      | 1-2         | Be Quick 1887   |
| 02 mei            | Sneek Wit Zwart | 2-7         | Harkemase Boys  |
| Finale in Harkema |                 |             |                 |
| 19 mei            | Harkemase Boys  | 3-0         | Be Quick 1887   |

| Datum              | Thuisclub    | Uitslag     | Uitclub              |
| Kwartfinale        | Kwartfinale  | Kwartfinale | Kwartfinale          |
| ------------------ | ------------ | ----------- | -------------------- |
| 21 maart           | HSC '21      | 3-1         | Sportclub Enschede-2 |
| 21 maart           | WHC          | 1-0         | N.E.C. (amateurs)    |
| 07 april           | VV Bennekom  | 2-1         | SVZW                 |
| 07 april           | SV Spero     | 0-1         | Be Quick '28         |
| Halve finale       |              |             |                      |
| 01 mei             | Be Quick '28 | 1-2         | VV Bennekom          |
| 01 mei             | HSC '21      | 1-1 ns      | WHC                  |
| Finale in Bennekom |              |             |                      |
| 26 mei             | VV Bennekom  | 6-2         | WHC                  |

| Datum                             | Thuisclub     | Uitslag     | Uitclub          |
| Kwartfinale                       | Kwartfinale   | Kwartfinale | Kwartfinale      |
| --------------------------------- | ------------- | ----------- | ---------------- |
| 15 april                          | SV De Meteoor | 3-2         | Alkmaarsche Boys |
| 17 april                          | SV Spakenburg | 1-1 ns      | SV De Foresters  |
| 17 april                          | Türkiyemspor  | 3-2         | SV Geinoord      |
| 17 april                          | SV Loosdrecht | 3-3 ns      | SV Argon         |
| Halve finale                      |               |             |                  |
| 06 mei                            | SV De Meteoor | 0-5         | SV Argon         |
| 06 mei                            | SV Spakenburg | 1-2         | Türkiyemspor     |
| Finale in Utrecht (USV Elinkwijk) |               |             |                  |
| 17 mei                            | SV Argon      | 1-3         | Türkiyemspor     |

| Datum                            | Thuisclub       | Uitslag      | Uitclub             |
| Kwartfinale                      | Kwartfinale     | Kwartfinale  | Kwartfinale         |
| -------------------------------- | --------------- | ------------ | ------------------- |
| 17 maart                         | BVV Barendrecht | 0-0 ns (5-4) | VVSB                |
| 21 maart                         | VV Noordwijk    | 3-2          | Excelsior Maassluis |
| 19 april                         | DHC Delft       | 3-0          | RKVV Westlandia     |
| 24 april                         | FC Lisse        | 4-4 ns       | TOGR                |
| Halve finale                     |                 |              |                     |
| 08 mei                           | DHC Delft       | 0-3          | FC Lisse            |
| 19 mei                           | BVV Barendrecht | 1-4          | VV Noordwijk        |
| Finale in Noordwijkerhout (VVSB) |                 |              |                     |
| 28 mei                           | VV Noordwijk    | 1-2          | FC Lisse            |
|                                  |                 |              |                     |
| Finale cat. 2                    |                 |              |                     |
| 28 mei                           | Soccer Boys     | 3-0          | Spaland             |

| Datum                     | Thuisclub       | Uitslag     | Uitclub         |
| Kwartfinale               | Kwartfinale     | Kwartfinale | Kwartfinale     |
| ------------------------- | --------------- | ----------- | --------------- |
| 07 april                  | VV Steenbergen  | 0-0 ns      | VV Rijsoord     |
| 07 april                  | RKVV Roosendaal | 2-1         | GJS             |
| 12 april                  | BVV             | 1-0         | VV Geldrop      |
| 24 april                  | VV UNA          | 3-2         | Nivo Sparta     |
| Halve finale              |                 |             |                 |
| 24 april                  | VV Rijsoord     | 0-1         | RKVV Roosendaal |
| 02 mei                    | BVV             | 1-5         | VV UNA          |
| Finale in Tilburg (RKTVV) |                 |             |                 |
| 26 mei                    | RKVV Roosendaal | 0-2         | VV UNA          |

| Datum                   | Thuisclub        | Uitslag     | Uitclub          |
| Kwartfinale             | Kwartfinale      | Kwartfinale | Kwartfinale      |
| ----------------------- | ---------------- | ----------- | ---------------- |
| 11 april                | RKSV Groene Ster | 4-1         | FC Hoensbroek    |
| 19 april                | VV Gemert        | 13-0        | RKVV Montagnards |
| 25 april                | SV Budel         | 2-4         | SV Deurne        |
| 26 april                | SV Meerssen      | 2-0         | EHC              |
| Halve finale            |                  |             |                  |
| 03 mei                  | SV Deurne        | 2-0         | VV Gemert        |
| 09 mei                  | RKSV Groene Ster | 3-3 ns      | SV Meerssen      |
| Finale in Heesch (HVCH) |                  |             |                  |
| 20 mei                  | SV Deurne        | 1-2         | SV Meerssen      |

## Landelijke beker

### Kwartfinale
Van de zes districtswinnaars werden twee clubs vrijgeloot, deze clubs speelden in de halve finale een uitwedstrijd.

### Halve finale
De in de kwartfinale vrijgelote clubs speelden in de halve finale een uitwedstrijd.

### Finale
1980/81 · 1981/82 · 1982/83 · 1983/84 · 1984/85 · 1985/86 · 1986/87 · 1987/88 · 1988/89 · 1989/90 · 1990/91 · 1991/92 · 1992/93 · 1993/94 · 1994/95 · 1995/96 · 1996/97 · 1997/98 · 1998/99 · 1999/00 · 2000/01 · 2001/02 · 2002/03 · 2003/04 · 2004/05 · 2005/06 · 2006/07 · 2007/08 · 2008/09 · 2009/10 · 2010/11 · 2011/12 · 2012/13 · 2013/14 · 2014/15 · 2015/16 · 2016/17 · 2017/18 · 2018/19 · 2019/20 · 2020/21 · 2021/22 · 2022/23 · 2023/24 · 2024/25 · 2025/26